# Taufbecken (Nassigny)

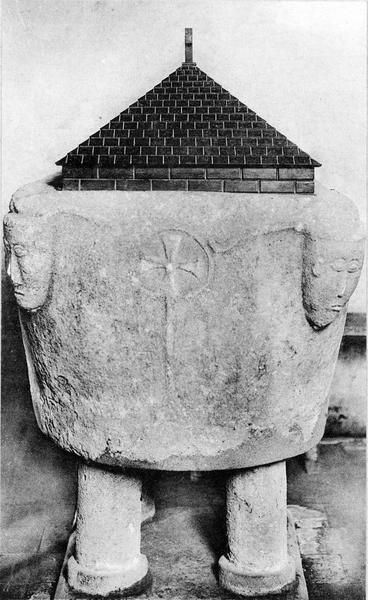
Taufbecken in Nassigny

Das Taufbecken in der Kirche St-Martin in Nassigny, einer französischen Gemeinde im Département Allier der Region Auvergne-Rhône-Alpes, wurde im 11. Jahrhundert geschaffen. Das Taufbecken aus Sandstein wurde im Jahr 1938 als Monument historique in die Liste der geschützten Objekte (Base Palissy) in Frankreich aufgenommen.
Das Becken steht auf vier Rundsäulen, die wiederum auf einer flachen Steinplatte befestigt sind. An den vier Ecken des oberen Randes sind vier schmucklose Köpfe und ein Kreuz als Bas-Reliefs zu sehen. Das Taufbecken wird von einer modernen Holzabdeckung geschlossen.